# Bovan (Kruševac)
Pour les articles homonymes, voir Bovan.
Bovan (en serbe cyrillique : Бован) est un village de Serbie situé sur le territoire de la Ville de Kruševac, district de Rasina. Au recensement de 2011, il comptait 146 habitants.

## Démographie
| 1948 | 1953 | 1961 | 1971 | 1981 | 1991 | 2002 | 2011 |
| ---- | ---- | ---- | ---- | ---- | ---- | ---- | ---- |
| 410  | 432  | 353  | 308  | 283  | 243  | 179  | 146  |

|  |